# Β-Metilanfetamina
A β-Metilanfetamina ou 2-fenil-3-aminobutano é um estimulante da classe das fenetilaminas com propriedades farmacológicas semelhantes às do seu análogo fenpentermina. Foi sintetizado pela primeira vez pelos cientistas alemães Felix Haffner e Fritz Sommer em 1939, como um estimulante com efeitos menos potentes, menor duração, menor toxicidade e menos efeitos colaterais em comparação com outras fenetilaminas disponíveis, a exemplo da anfetamina.
O 2-fenil-3-aminobutano é proibido em alguns países por ser um isômero estrutural da metanfetamina.